# Udo Zimmermann
Pour les articles homonymes, voir Zimmermann.
Udo Zimmermann, né le 6 octobre 1943 à Dresde et mort le 22 octobre 2021 dans la même ville, est un musicien et compositeur allemand.

## Biographie
Udo Zimmermann naît à Dresde dans une famille protestante luthérienne. Il chante dans des chorales d'église et est membre 1954 à 1962 du Dresdner Kreuzchor (chœur de l'Église Sainte-Croix de Dresde, Kreuzkirche), à l'époque de la République démocratique allemande, sous la direction de Rudolf Mauersberger. Il y trouve l'amour de la musique vocale et surtout de la musique de Bach. Zimmermann commence à étudier la composition en 1962, et aussi la direction musicale et le chant, dans la classe de Johannes Thilman et, à partir de 1968, en qualité d'assistant (Meisterschüler) de Günther Kochan à l'académie des beaux-arts de Berlin-Est.
Ses premières œuvres orchestrales sont composées au milieu des années 1960, dont Impressions dramatiques sur la mort de John Kennedy, pour violoncelle et orchestre, en 1963.
Sa première œuvre d'importance est Musique pour instrument à cordes, composée en 1968, qui utilise la technique dodécaphonique, ainsi que celle de la musique sérielle. La constante de cette création est le lien étroit avec la musique de Bach.
Il épouse en 1970 une amie polonaise, Elisabeth, avec laquelle il a deux enfants, à l'époque où il est compositeur de musique de théâtre pour l'opéra de Dresde, poste qu'il occupe jusqu'en 1985. Quatre ans plus tard, il fonde le Studio Neuer Musik qui donne naissance en 1986 au centre de musique contemporaine de Dresde. Zimmermann compose pour l'opéra de Dresde Le Moulin de Levine (Levins Mühle) en 1973 qui connaît un certain succès, puisque deux ans plus tard cet opéra est représenté à Wuppertal. Le livret est de Johannes Bobrowski et traite de problèmes de la minorité juive. Il compose en 1974 Ode à la vie sur des vers de Pablo Neruda et la Sinfonia come un grande lamento en 1978 qui est dédiée à Federico García Lorca, dont la partie centrale rappelle la Passion selon saint Matthieu de Bach.
Son autre œuvre majeure est la Rose blanche, opéra de chambre, composée en 1986 qui rappelle la résistance au nazisme. Zimmermmann à cette époque passe de courts séjours à l'ouest et son œuvre y est remarquée. L'opéra de Hambourg présente une nouvelle Rose blanche et il dirige ses compositions à Bonn entre 1985 et 1990. Ces années sont une césure dans sa vie. Il dirige, à partir de 1990 et jusqu'en 2001, l'opéra de Leipzig, ce qui met au second plan son travail de composition. Pour le tricentenaire de l'opéra de Leipzig, il dirige avec grand succès, en 1993, la première en Allemagne de l'opéra de Stockhausen Donnerstag als Licht,  et la première de Gardien de nuit de Jörg Herchet.
De 2001 à 2003, Udo Zimmermann est intendant général du Deutsche Oper de Berlin. Il est président de l'académie des beaux-arts de Saxe, depuis 2008.
Il meurt le 22 octobre 2021 à l'âge de 78 ans des suites d'une rare maladie dégénérative.

## Quelques œuvres

### Musique vocale
- Sonetti amorosi (1966)
- Ein Zeuge der Liebe die besiegt den Tod (1972)
- Psalm der Nacht (1976)
- Hymne der Sonne (1977)
- Gib Licht meinen Augen oder ich entschlafe des Todes (1986)
- Ich bin eine rufende Stimme (1996-1997)

### Musique de scène
- Die Weiße Rose (1967-1968), opéra en huit tableaux, livret de son frère Ingo Zimmermann
- Die zweite Entscheidung (1970), opéra en sept tableaux et trois interludes, livret d'Ingo Zimmermann
- Levins Mühle (1973), opéra en neuf tableaux, d'après le roman de Johannes Bobrowski, livret d'Ingo Zimmermann
- Der Schuhu und die fliegende Prinzessin (1976), opéra féerique en trois parties d'après Peter Hacks, livret d'Udo Zimmermann et d'Eberhard Schmidt
- Die wundersame Schusterfrau (1982), opéra en deux actes d'après Federico García Lorca
- Weiße Rose (1986)

### Musique instrumentale
- Dramatische Impressionen (1963)
- L'Homme (1970)
- Sieh, meine Augen (1970)
- Mutazoni per orchestra (1973)
- Sinfonia come une grande Lamento (1977)
- Songerie pour orchestre de chambre (1982)
- Mein Gott, wer trommelt denn da? (1986)
- Nouveaux Divertissements d'après Rameau pour cor et orchestre de chambre '1988)
- Dans la marche (1994)
- Lieder von einer Insel für Violoncello und Orchester (2009)

### Musique de film et radio
- Ein April hat 30 Tage (1978)
- Der Morgen (1980)
- So spricht das Leben (1981)
- Die Generale (1986)

## Distinctions
- Membre de l'Académie des arts de Berlin en 1983[5]
- Membre de l'Académie bavaroise des beaux-arts
- Membre de l'Académie des arts de la RDA
- Membre de l'Académie européenne des sciences et des arts.

## Décorations
- Officier de l'ordre du Mérite de la République fédérale d'Allemagne (1993)
- Officier de l'ordre des Arts et des Lettres (2008).

## Publication
- (de) Man sieht, was man hört, sur la musique et le théâtre, éditeur Franz Geißler, Leipzig, 2003.